# Domorganus oligochaetophilus
Domorganus oligochaetophilus är en rundmaskart som beskrevs av Thun 1967. Domorganus oligochaetophilus ingår i släktet Domorganus och familjen Axonolaimidae. Inga underarter finns listade i Catalogue of Life.